# Pycnisia bunyip
Pycnisia bunyip is een garnalensoort uit de familie van de Atyidae. De wetenschappelijke naam van de soort is voor het eerst geldig gepubliceerd in 2003 door Suzuki & Davie.